# Прекерамички неолит
Прекерамички неолит је термин у археологији који се користи да би означио културе које су у погледу привређивања, друштвених односа и духовности достигле стадијум неолита, али не познају израду керамичких посуда. Ова појава је прво уочена у области Блиског истока, где се прекерамички неолит надовезује на натуфијен а дефинисан је на основу налаза са локалитета Јерихон. Убрзо су уследили и налази који су потврдили постојање прекерамичког неолита и у области Анадолије, на Кипру и Тесалији у Грчкој. Стабилне климатске прилике почетком холоцена, условиле су даљи развој заједница на овим просторима које у својој исхрани користе култивисане биљке и доместиковане животиње, а све је то постепено довело до пораста броја становника и формирања великих насеља, а у Анадолији и на Блиском истоку и до појаве првих урбаних центара.